# Gepp & Maia
Haroldo George Gepp (Rio de Janeiro, 1954 — São Paulo, 17 de março de 2022) e José Roberto Maia de Olivas Ferreira, conhecidos como Gepp & Maia são uma dupla brasileira de ilustradores e cartunistas. Nascidos no Rio de Janeiro, ganharam notoriedade trabalhando na imprensa de São Paulo. Gepp  e Maia começaram a carreira em 1974 na Gazeta Esportiva. Mais tarde, foram para o Jornal da Tarde, desenhando charges entre 1975 e 1987. Também colaboraram com as revistas Placar e Quatro Rodas e na TV Bandeirantes, confeccionando os fantoches do programa humorístico Agildo no País das Maravilhas.
Gepp e Maia ficaram conhecidos pelos mapas ilustrados de cidades brasileiras e estrangeiras, como Rio de Janeiro, Salvador, Brasília e especialmente São Paulo. Os ilustradores fizeram mais de 40 mapas na carreira. Também são os autores da maquete localizada no Pavilhão da Criatividade do Memorial da América Latina, representando os países do continente.
Publicaram dois livros com suas artes: Acabou-se o que Era Doce, pela editora OESP e Um Pouco de São Paulo, pela Imprensa Oficial do Estado.
Gepp morreu em 17 de março de 2022, em São Paulo.